# My Lyrae
My Lyrae (μ Lyr, μ Lyrae) är en stjärna i stjärnbilden Lyran. Den har det traditionella namnet Alathfar, från arabiska الأظفر al-’uz̧fur, ett namn som den delar med Eta Lyrae (även om dess stavning senare ändrats till Aladfar).
My Lyrae har en skenbar magnitud på 5,12 och har spektraltyp A0IV. Den är belägen cirka 439 ljusår från jorden, samt lyser med en ljusstyrka cirka 125 gånger solens och har en yttemperatur på 8190 K.